# Pikeville (Kentucky)
Pikeville – miasto w Stanach Zjednoczonych, w stanie Kentucky, w hrabstwie Pike.